# Benediktinerinnenkloster Trier-Kürenz
Das Benediktinerinnenkloster Trier-Kürenz (auch: Kloster Bethanien) ist seit 1854 ein Kloster der Benediktinerinnen vom Heiligsten Sakrament in Trier in Rheinland-Pfalz.

## Geschichte
Das französische Benediktinerinnenkloster Saint-Nicolas-du-Port gründete 1854 auf Einladung von Bischof Wilhelm Arnoldi ein privat gestiftetes Frauenkloster in der heutigen Gartenfeldstraße (Nr. 22), das 1869 zum selbständigen Priorat erhoben wurde. Von 1875 bis 1888 wichen die Schwestern wegen des Kulturkampfes nach Bettemburg und 1883 nach Peppingen (heute Ortsteil von Roeser) in Luxemburg aus. Dann kehrte ein Teil nach Trier zurück. Das Kloster nannte sich nun Bethanien (nach dem biblischen Bethanien). Da das Kloster Bethanien durch den inzwischen erfolgten Eisenbahnbau behindert war, zog es am Himmelfahrtstag 1922 nach Trier-Kürenz um. Im Zweiten Weltkrieg wurde die Trierer Bevölkerung 1944 evakuiert und die Nonnen fanden in Wintrich Aufnahme. Am 2. Februar 1945 wurde das Klostergebäude bei einem Bombenangriff zerstört. Die Nonnen kehrten nach dem Krieg nach Trier zurück. 1949 zogen sie wieder in das teilweise von ihnen selbst wiederaufgebaute Kürenzer Kloster ein. Der Konvent, der acht Nonnen zählt, betreibt Hostienbäckerei und Paramentenstickerei.